# (10753) van de Velde
(10753) van de Velde est un astéroïde de la ceinture principale.

## Description
(10753) van de Velde est un astéroïde de la ceinture principale. Il fut découvert le 28 novembre 1989 à Tautenburg par Freimut Börngen. Il présente une orbite caractérisée par un demi-grand axe de 2,72 UA, une excentricité de 0,07 et une inclinaison de 3,5° par rapport à l'écliptique.

## Compléments